# Jezierzyce Małe
Jezierzyce Małe – osada w Polsce położona w województwie dolnośląskim, w powiecie strzelińskim, w gminie Kondratowice.
Do 2023 r. miejscowość była przysiółkiem wsi Podgaj.
W latach 1975–1998 miejscowość administracyjnie należała do województwa wrocławskiego.

## Zabytki
Do wojewódzkiego rejestru zabytków wpisany jest:
- zespół pałacowy i folwarczny, z XVIII-XX w.:
  - pałac, z XVI w., 1730 r., XX w.
  - oficyna (ruina), z 1730 r.
  - park z terenem ogrodów gospodarczych, z 1730 r., drugiej połowy XIX w.
  - folwark, z trzeciej ćwierci XIX w.
    - dwie obory
    - cielętnik
    - gorzelnia.

## Inne miejscowości o nazwieJezierzyce
- Jezierzyce
- Jezierzyce Wielkie